# Lil Scrappy
Lil Scrappy, nome artístico de Darryl Kevin Richardson II, (Atlanta, 19 de janeiro de 1984) é um rapper americano. Foi descoberto pelo produtor e rapper Lil Jon em um concerto na escola de sua Atlanta natal. Junto com Lil Phat, Scrappy é um dos primeiros artistas em firmar por BME Recordings, selo discográfico de Lil Jon. 

## Carreira
Lil Scrappy construiu sua reputação através de mixtapes e do hino urbano "Head Bussa" de 2003. Este tema, cantado com Lil Jon, pegou forte dentro da comunidade da rádio, e alcançou o posto 73 nas listas de rap e R&B de Billboard.
Em fevereiro de 2004 gravou um EP com Trilville titulado The King of Crunk & BME Recordings Present: Lil' Scrappy and Trillville, produzido por Lil Jon.
No segundo single de Lil Scrappy, "No Problem", tinha mais êxito comercial, alegando a posição #30 na Billboard 100 e top 10 na listas de rap e R&B. Graças ao éxito desta canção e de "Some Cut" e "Neva Eva" de Trillville, o álbum entrou terceiro nas listas de R&B e #12 na Billboard 200 em 2004.
Lil Jon invicto a Lil Scrappy a participar da canção "What U Gonna Do" que ia estar incluida em seu novo álbum Crunk Juice de 2004. O single foi #20 no Estados Unidos a final de dezembro de 2004 e #30 no Reino Unido em fevereiro de 2005.
Atualmente Scrappy está trabalhando em seu novo álbum, Born To Die, Bred To Live, que será lançado este ano baixo BME Recordings/Reprise Records na associação com G-Unit Records.

## Discografía

### Álbuns
- The King of Crunk & BME Recordings Present: Lil' Scrappy (2004) (con Trillville) [Oro]
- Bred to Die/Born to Live (2006)
- Prince of The South (13/05/2008)
- Grustle (2010)

### Singles
- (2004) Head Bussa (feat. Lil' Jon)
- (2004) No Problem
- (2004) What U Gon' Do (Lil' Jon feat. Lil' Scrappy)
- (2005) I'm A King (P$C feat. T.I. & Lil' Scrappy)
- (2006) Money In The Bank (feat. Young Buck)
- (2006) You Ain't Know (feat. BoHagon)
- (2007) Gangsta,Gangsta (feat. Lil' Jon)
- (2007) Livin' In The Projects (Sample 2pac)
- (2007) 40 Glocc feat. Lil Scrappy - Getting Richer(By-Zio-King)
- (2010) Oh Yeah (feat. Saint'os & Lil Jon)